# Castello di Weesenstein

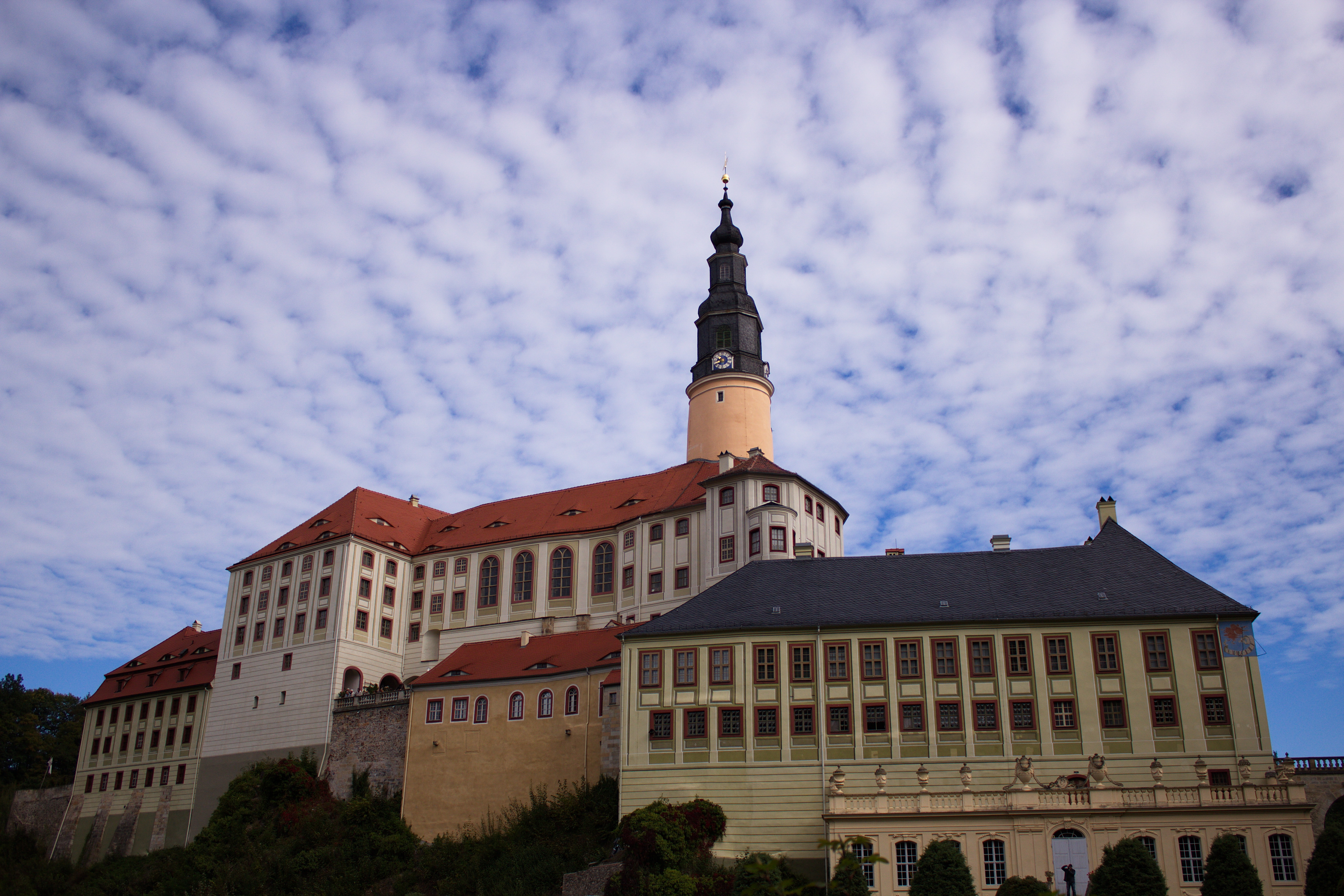
Vista del castello

Il Castello di Weesenstein (in tedesco Schloss Weesenstein) è un castello situato a Weesenstein, un piccolo villaggio che fa parte della Müglitztal nella valle del fiume Müglitz, a circa 3 chilometri a sud di Dohna, in Sassonia.

## Storia
Il castello fu eretto intorno al 1200, con lo scopo di difendere il confine con il Regno di Boemia; fu menzionato per la prima volta in fonti scritte nel 1318. La parte più antica del castello è la torre circolare centrale, eretta intorno al 1300. Il castello fu costruito per i borghesi di Dohna. La famiglia Bünau trasformò il castello da difensivo in uno residenziale nel 1526-1575. Ha continuato a essere la sede principale della famiglia per circa 350 anni. In seguito alla guerra dei sette anni del 1756-1763, la famiglia perse una parte sostanziale della sua ricchezza e dovette separarsi dal castello che successivamente passò nelle mani della famiglia von Uckermann. La famiglia Uckermann possedette il castello per due generazioni e costruì un giardino.
Dal 1830, fu utilizzato dai sovrani di Sassonia, il casato dei Wettin. Diversi membri della famiglia reale vivevano nel castello, tra cui tre re: Antonio di Sassonia, Giovanni di Sassonia e Giorgio di Sassonia. Dopo la prima guerra mondiale, il castello fu venduto e nel 1933 divenne sede di un'associazione per la protezione del patrimonio della Sassonia. Durante la seconda guerra mondiale, il castello fu utilizzato per conservare la maggior parte delle collezioni del Kupferstich-Kabinett delle Staatliche Kunstsammlungen di Dresda. Per questo motivo, il castello e il suo contenuto furono risparmiati dalla distruzione durante i bombardamenti di Dresda nella seconda guerra mondiale. Dopo la guerra, il castello fu usato per ospitare i rifugiati prima che fosse acquistato dallo Stato tedesco. Oggi appartiene alla società statale Palazzi, castelli e giardini di Sassonia ( in tedesco: Staatliche Schlösser, Burgen und Gärten Sachsen). Ospita un museo e 35 sale del castello sono aperte al pubblico.